# Strombosia pustulata
Strombosia pustulata är en tvåhjärtbladig växtart som beskrevs av Oliver. Strombosia pustulata ingår i släktet Strombosia och familjen Strombosiaceae. Utöver nominatformen finns också underarten S. p. lucida.